# Мегуреле (Прахова)
Мегуреле (рум. Măgurele) — село у повіті Прахова в Румунії. Адміністративний центр комуни Мегуреле.
Село розташоване на відстані 74 км на північ від Бухареста, 18 км на північ від Плоєшті, 69 км на південний схід від Брашова.

## Населення
За даними перепису населення 2002 року у селі проживали 3411 осіб.
Національний склад населення села:
| Національність | Кількість осіб | Відсоток |
| -------------- | -------------- | -------- |
| румуни         | 3331           | 97,7%    |
| цигани         | 75             | 2,2%     |

Рідною мовою назвали:
| Мова      | Кількість осіб | Відсоток |
| --------- | -------------- | -------- |
| румунська | 3391           | 99,4%    |
| циганська | 15             | 0,4%     |